# Карасьово (Черепановський район)
Карасьово (рос. Карасьово) — село у Черепановському районі Новосибірської області Російської Федерації.
Входить до складу муніципального утворення Карасьовська сільрада. Населення становить 948 осіб (2010).

## Історія
Згідно із законом від 2 червня 2004 року органом місцевого самоврядування є Карасьовська сільрада.

## Населення
| 2002 | 2007  | 2010 |
| ---- | ----- | ---- |
| 974  | ↗1002 | ↘948 |